# پارادوکس اعدام غیرمنتظره
پارادوکس اعدام نامنتظره (به انگلیسی: Unexpected hanging paradox) پارادوکسی در مورد پیش‌بینی یک فرد از رخداد یک کنش در زمانی مشخص در آینده است که به او گفته شده‌است در زمانی که انتظار ندارد، رخ خواهد داد.
با وجود جلب توجه محافل علمی به این پارادوکس، همچنان اجماعی در مورد ذات آن حاصل نشده و در نتیجه راه‌حل درست آن یافت نشده‌است. برخی از معرفت‌شناسان آن را یک پارادوکس معرفتی می‌دانند و برخی منطق‌دانان ریشهٔ آن را اظهار نظر خودمتناقض و خودارجاع بیان کرده‌اند.

## تاریخچه
به درستی معلوم نیست که اولین دفعه چه کسی این پارادوکس را ابداع کرده؛ ولی به گفتهٔ ویلارد ون اورمن کواین (دانشمند منطق دانشگاه هاروارد و نویسندهٔ یکی از مقالات مجله ذهن (mind))، این پارادوکس پیش از سال ۱۹۴۰ میلادی بر سر زبان‌ها افتاد و دهان‌به‌دهان گشت و عموماً تحت عنوان پارادوکس اعدام نامنتظره یا شخص محکوم به مرگ یا دار نامنتظره مطرح شد.
در ژوئیهٔ ۱۹۵۱، مایکل اسکریون (استاد کرسی منطق دانشگاه ایندیانا)، مقالهٔ پیچیده و گیج‌کننده‌ای در نشریهٔ فلسفی انگلیسی مایند منتشر کرد که در آن موضوع جدیدی مطرح کرده و آن را «پارادوکس خارق‌العاده و بدیع» نامیده بود.
البته پیش از اسکریون و در عرض ۱۵ سال پیش از چاپ این مقاله، بیش از ۱۰ مقالهٔ مفصل دربارهٔ این پارادوکس در مجله ذهن (mind) منتشر شده بود و همه نویسندگان آن (که اغلب از فلاسفهٔ برجستۀ آن دوره بودند) دارای عقاید متضاد دربارهٔ راه‌حل آن بودند و چون حتی دو عقیدهٔ موافق دربارهٔ آن اظهار نشده بود، پارادوکس مزبور حل نشده مانده و هنوز هم مورد بحث و مشاجره است.
از میان مقالات ارائه شدهٔ پیش از مقالهٔ اسکریون، می‌توان به بحث دونالد جان اکانر (یکی از فلاسفهٔ دانشگاه اکستر) در مجله ذهن (mind) در رابطه با پارادوکسی شبیه به این پارادوکس و برای اولین بار در مجله ذهن (mind) تحت عنوان پارادوکس اعلامیهٔ فرمانده نظامی اشاره کرد.
بعداً در دو مقالهٔ دیگر، پارادوکس به شکل همان اعلامیهٔ فرمانده نظامی توسط لارنس جاناتان کوهن (ژانویهٔ ۱۹۵۰) و الکساندر پیتر (اکتبر ۱۹۵۰) در مایند مورد بحث قرار گرفت و حتی ژرژ گامف و ماروین استرن (که بعداً آن را به صورت «مرد محکوم» در کتاب خودشان وارد کردند) نیز در این بحث شرکت کردند.

## شرح پارادوکس
در یک روز جمعه، دادگاه شخصی را به مرگ محکوم کرد. قاضی به زندانی محکوم گفت: «ظهر یکی از روزهای هفتهٔ آینده، حکم اعدام تو اجرا خواهد شد، ولی ما آن روز را برای تو مشخص نخواهیم کرد و تو هرگز پیش از آن روز آگاهی پیدا نخواهی کرد و تنها شش ساعت پیش یعنی صبح روز اجرای حکم موضوع را به تو خواهیم گفت.»
قاضی مذکور شهره همهٔ عالم به ذکاوت و وفای به عهد بود و همیشه دقیقاً به گفتهٔ خود عمل می‌کرد.
زندانی به همراه وکیل مدافع خود به سلولش داخل شد و هر دو غمزده به فکر فرو رفتند. ناگاه وکیل مدافع با لبخندی پیروزمندانه سکوت را شکست و گفت: «اجرای حکم قاضی امکان ندارد.»
وکیل مدافع ادامه داد: «مسلماً آن‌ها روز جمعهٔ آینده نمی‌توانند تو را اعدام کنند. به دلیل این که اگر فرضاً بخواهند روز جمعهٔ آینده حکم را اجرا نمایند، در این صورت تو تمام روزهای هفته و همچنین بعد از ظهر پنجشنبه زنده خواهی بود و چون تنها روز جمعه یعنی یک روز دیگر به مهلت باقی مانده، بعد از ظهر پنجشنبه برای تو مسلم خواهد شد که فردا، یعنی روز جمعه و تنها روز آخر هفته، حکم اجرا خواهد شد. در نتیجه تو روز اجرای حکم را یک روز پیشتر پیش‌بینی کرده و پیش از صبح جمعه از آن آگاهی حاصل کرده‌ای و این موضوع نقض حکم قاضی بوده و گفتهٔ او را بی‌اعتبار خواهد کرد.»
زندانی گفتهٔ او را تصدیق کرد.
وکیل مدافع ادامه داد: «بنابراین روز جمعهٔ آینده از فهرست روزهای مهلت حذف و آن روز حکم غیرقابل اجراست. اما روز پنجشنبه نیز نمی‌توانند تو را اعدام کنند، چون بعد از ظهر چهارشنبه، دو روز بیشتر به آخر هفته نمانده و چون روز جمعه از فهرست حذف شد، تنها روز پنجشنبه آخرین روز اجرای حکم می‌باشد. در نتیجه بعد از ظهر چهارشنبه تو خواهی دانست در روز پنجشنبه، که آخرین روز اجرای حکم است، تو را اعدام خواهند کرد. آگاهی تو یک روز پیشتر از اجرای حکم مجدداً متناقض با حکم قاضی است؛ بنابراین پنجشنبه نیز حکم غیرقابل اجراست. چهارشنبه نیز امکان اجرای حکم وجود ندارد، چون جمعه و پنجشنبه حکم غیرقابل اجرا شد و تنها چهارشنبه آخرین روز اجرای حکم تشخیص داده شده و تو که بعد از ظهر سه شنبه هنوز زنده هستی، اجرای حکم روز چهارشنبه را پیش‌بینی خواهی کرد و از آن آگاهی خواهی یافت.»
وکیل مدافع اضافه کرد: «به همین طریق می‌توان گفت روز سه‌شنبه و دوشنبه و یکشنبه نیز نمی‌توانند تو را اعدام کنند و تنها فردا یعنی شنبه باقی است؛ و اما فردا نیز اجرای حکم برای آن‌ها غیرممکن است؛ چون در این صورت تو امروز این موضوع را خواهی فهمید.»
دیده می‌شود از لحاظ منطقی هیچ تناقضی در حکم قاضی جهت اعدام زندانی وجود ندارد، یعنی حکمش قابل اجراست.
به دلایل بالا به نظر می‌آید که حکم قاضی باعث نقض حکم خودش شده‌است، چرا که اگر حکم را اجرا کند، خلاف حکم خود کنش کرده و اگر اجرا نکند، باز هم خلاف حکم خود رفتار نموده‌است.
با این وجود حکم اعدام روز دوشنبه اجرا می‌شود و زندانی درکمال ناباوری به دار آویخته می‌شود.
زندانی تا پیش آن روز از اجرای حکم بی‌آگاهی بوده‌است و گفته قاضی هم به درستی اتفاق می‌افتد. بدین معنی که گفتهٔ قاضی بدون تناقض جلوه می‌کند و اجرای حکم، استدلال وکیل مدافع را زیر سؤال می‌برد؛ ولی چه اشتباهی در استدلال وکیل مدافع وجود دارد؟
زندانی با یک منطق غیرقابل تردید متقاعد شده‌است که بدون نقض شرایطی که در حکم، تشریح شده نمی‌توانند او را اعدام کنند ولی با کمال تعجب صبح دوشنبه مسئول اجرا وارد سلول می‌شود و به او خبر می‌دهد که ظهر آن روز حکم اجرا خواهد شد.
مسلماً زندانی طبق دلایل وکیل مدافع خود چنین انتظاری نداشته وعجب‌تر آن که اکنون دیده می‌شود در حکم قاضی هیچ تناقضی وجود نداشته و اجرای حکم می‌تواند کاملاً مطابق پیشگویی‌های قاضی اجرا گردد.

## پارادوکس‌های همانند

### پارادوکس اعلامیهٔ فرمانده نظامی
در اعلامیه یک فرمانده نظامی آمده‌است: «برای تمرین در یکی از شب‌های هفتهٔ آینده آژیرخطر کشیده خواهد شد. شب تمرین در شش بعد از ظهر همان روز به آگاهی عامه خواهد رسید و تا شش بعد از ظهر کسی از شب موعود مطلع نخواهد شد.»
همانند استدلال بالا می‌توان گفت که خود این اعلامیه ثابت می‌کند تمرین هرگز انجام نخواهد گرفت؛ به زبان دیگر اجرای این تمرین کنشی نیست مگر اینکه از متن اعلامیه عدول شود.

### پارادوکس تخم مرغ نامنتظره
فرض کنید که ۱۰ جعبهٔ مقوایی (که از ۱ تا ۱۰ شماره‌گذاری شده‌اند) در جلوی شما گذاشته شده باشد. وقتی که شما صورت خود را برمی‌گردانید، رفیقتان یک عدد تخم مرغ در یکی از آن‌ها می‌گذارد و سر آن را مجدداً می‌بندد.
رفیقتان به شما می‌گوید: «یک به یک جعبه‌ها را به ترتیب شماره باز کنید، قول می‌دهم که در داخل یکی از آن‌ها یک تخم مرغ نامنتظره خواهید یافت، مقصودم از کلمهٔ نامنتظره این است که شما پیش از بازکردن جعبهٔ محتوی تخم مرغ و دیدن آن هرگز نمی‌توانید پیش‌بینی کنید که کدام‌یک از جعبه‌ها دارای تخم مرغ است.»
فرض کنید که دوست شما شخصی عاقل و گفته‌هایش قابل اعتماد باشد. آیا در این مورد نیز به گفته‌اش می‌توان اعتماد کرد؟
واضح است که او تخم مرغ را در جعبهٔ دهم نمی‌گذارد؛ زیرا پس از آن که شما ۹ جعبهٔ اولی را باز کردید و آن‌ها را خالی یافتید، پیش از بازکردن جعبهٔ دهم، وجود تخم مرغ را در آن (که تنها جعبهٔ باقی مانده‌است) پیشگویی می‌کنید و نتیجهٔ آن نقض گفتهٔ رفیقتان است. پس جعبهٔ دهم از میدان کنشیات خارج می‌شود. حال ببینیم که اگر دوست شما تخم مرغ را در جعبهٔ نهم بگذارد چه می‌شود: شما هشت جعبهٔ اولی را خالی می‌بینید و تنها جعبهٔ نهم و دهم باقی می‌ماند. طبق دلایل پیش در جعبهٔ دهم نمی‌تواند باشد، پس شما آن را با اطمینان کامل در جعبهٔ نهم پیش‌بینی می‌کنید و نادرستی گفتهٔ رفیقتان را به رخش می‌کشید؛ بنابراین جعبهٔ نهم از میدان خارج می‌شود. جعبهٔ هشتم نیز به همین دلیل منطقی‌ای نمی‌تواند محتوی تخم مرغ باشد و بالاخره جعبه‌های ۷ و ۶ و ۵ و ۴ و ۳و ۲و ۱. پس با اطمینان کامل پیش‌بینی می‌کنید که تمام جعبه‌ها خالی است و شروع به بازکردن یک‌یک آن‌ها می‌کنید تا حرف رفیقتان را بی‌اعتبار کنید، ولی ناگاه در جعبهٔ پنجم چیزی نظر شما را جلب می‌کند. فریاد می‌کشید این چیست؟ رفیقتان با خونسردی جواب می‌دهد تخم مرغ نامنتظره و با همهٔ این دلایل و زحمات، حرف رفیقتان درست در می‌آید، یعنی دلایل شما را باطل و نادرست جلوه می‌دهد.

### پارادوکس پیک نامنتظره
این پارادوکس هم برای واضح‌تر و قابل فهم‌تر شدن پارادوکس اصلی، توسط اسکریون بیان شده‌است.
دو نفر مقابل هم پشت یک میز نشسته‌اند. یکی از آن‌ها که ۱۳ کارت پیک در دست دارد، آن‌ها را بُر می‌زند و سپس یکی را به دلخواه و بی آن که به شخص مقابلش نشان دهد بیرون می‌آورد و روی میز می‌گذارد و می‌گوید از آس تا شاه پیک نام ببرید و من می‌گویم نه و زمانی که به اسم کارت روی میز رسیدید می‌گویم بله. شرط می‌بندم که شما نمی‌توانید اسم کارت روی میز را پیش از آن که من بگویم «بله»، به‌طور قطع پیش‌گویی کنید. واضح است که او تمام تلاش خود را می‌کند تا نبازد و به‌طور قطع شاه پیک را روی میز قرار نمی‌دهد؛ چرا که زمانی که فرد مقابلش ۱۲ کارت قبلی را نام برد و «نه» شنید، می‌تواند به‌طور قطع وجود شاه را اثبات کند. از طرفی نمی‌تواند بی‌بی را روی میز بگذارد؛ چون پس از آن که اسامی کارت‌ها تا سرباز گفته شد (و تنها بی‌بی و شاه باقی ماند) با استدلال قبلی می‌توان وجود شاه را رد کرد و به‌طور قطع به وجود بی بی پی برد و شرط را برد. همین استدلال به ترتیب برای سایر کارت‌ها هم صادق است، یعنی شخص صاحب کارت‌ها یا هیچ کارتی نباید روی میز بگذارد یا هزار تومان را ببازد. استدلال خیلی منطقی است با این وجود وقتی که کارت روی میز افتاده نمی‌توان آن را نام برد.

## دفاعیات از پارادوکس
حتی اگر پارادوکس را به صورت ساده‌تر یعنی دو روز (دو جعبه و دو کارت برای پارادوکس‌های همانند) هم مطرح شود، باز هم به اشکال برخورد می‌کند. به عنوان مثال پارادوکس پیک نامنتظره به‌صورت زیر تبدیل می‌شود:
فرض کنید که انتخاب شخص تنها از میان آس و دولو پیک باشد. حقیقت این است که اگر کارت روی میز دولو باشد، فرد مقابل شرط را می‌برد چرا که زمانی که آس را نام برد و نه شنید می‌تواند با اطمینان کامل و استدلال، به وجود دولو پی ببرد. چون که آس که نباشد، تنها یک کارت یعنی دولو باقی می‌ماند.
بنابراین برای اینکه شخص صاحب کارت نبازد، باید به اجبار آس را روی میز بگذارد و به همین دلیل می‌توان با یقین گفت که آس روی میز است و باز هم شرط را برد؛ ولی عجیب آن است که نمی‌توان گفت بردن صد در صد است و اینجاست که می‌توان به عمق و قدرت این پارادوکس پی برد.
پیش‌گویی بر این قضیه استوار است که کارت یا آس است یا دولو و چون دولو را می‌توان پیش‌بینی کرد، پس آس است؛ ولی حالا که آس بودن کارت روی میز مسلم شد، فرد صاحب کارت اجباری ندارد که آس را روی میز بگذارد و شرط را ببازد. به عبارت دیگر آن کارت دولو که در ابتدای استدلال، عاملی برای باخت بود، اکنون آس هم به آن اضافه می‌شود و این نتیجه به‌دست می‌آید که قرار دادن آس تنها عامل برد است و دچار یک دُور می‌شود یا این که هیچ دلیل منطقی‌ای وجود ندارد که یکی از کارت‌ها بر دیگری ترجیح داشته باشد و اینجاست که قطعیت وجود آس باز هم زیر سؤال می‌رود.

## واژه‌نامه
1. ↑  Mind
2. ↑  Unexpected Hanging
3. ↑  Michael Scriven
4. ↑  Donald John O'Connor
5. ↑  Laurence Jonathan Cohen
6. ↑  Alexander Peter
7. ↑  Marvin Stren